# Young Panda

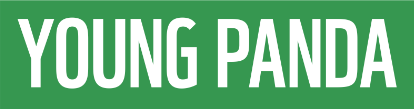
Logo von Young Panda

Young Panda (Eigenschreibweise: YOUNG PANDA) ist ein ökologischer Jugendverband des WWF Deutschland. Er wurde 1999 gegründet, hat derzeit 13.500 Fördermitglieder und richtet sich an Kinder im Alter von acht bis zwölf Jahren. Neben Young Panda gibt es mit „Lilu Panda“ (bis sieben Jahre) und WWF Jugend (ab 13 Jahre) zwei weitere Angebote für Kinder und Jugendliche. Neben dem WWF Deutschland bietet auch der WWF Österreich ein ähnliches Programm unter gleichem Namen an.

## Geschichte
1999 startete der WWF Deutschland unter dem Namen „Young Panda“ sein Angebot für Kinder. Eine der ersten Initiativen setzte sich für den Schutz des Sumatra-Tigers ein. Es folgten Aktionen zum Beispiel zum Schutz der Schweinswale in der Nordsee, gegen Beifang, zur Rettung der Tiger und für ein besseres Fischereigesetz. Dabei richteten die Young Panda-Mitglieder gemeinsam mit dem WWF ihre Forderungen an Politiker.
Von Beginn an organisierte der WWF sogenannte Natur- und Erlebnis-Camps, in denen Mitglieder von Young Panda Einblick in die Ökosysteme von Naturparks, Biosphärenreservaten und WWF-Projektgebieten erhalten und so mehr über bedrohte Tiere und Pflanzen sowie deren Schutz erfahren. Bis heute sind die Natur- und Erlebnis-Camps ein wichtiger Bestandteil des WWF-Kinderprogramms. So führt der WWF im Jahr 2015 beispielsweise 25 Young Panda-Camps, die zwischen vier und sieben Tagen dauern, in verschiedenen Regionen Deutschlands durch.
Young Panda arbeitet aktionsbezogen mit öffentlichen Einrichtungen und privaten Organisationen zusammen. Zum Beispiel richtete man 2006 mit dem städtischen Umweltdezernat von Frankfurt am Main einen „Naturtag“ aus. In Kooperation mit dem Naturpark Uckermärkische Seen wurde mehrfach die Ferienfreizeit „Sommerland“ veranstaltet. 2007 gab Karstadt bekannt, Young Panda zu unterstützen. Im Zuge dessen veranstaltete man beispielsweise in vielen Filialen des Unternehmens einen Malwettbewerb für Kinder und Jugendliche. Im Jahr 2015 war WWF Young Panda Partner der „Kids Climate Conference“.
2009 startete auch der WWF Österreich ein Kinder- und Jugendprogramm unter dem Namen „Young Panda“. Es ist ähnlich strukturiert wie beim WWF Deutschland.

## Programm

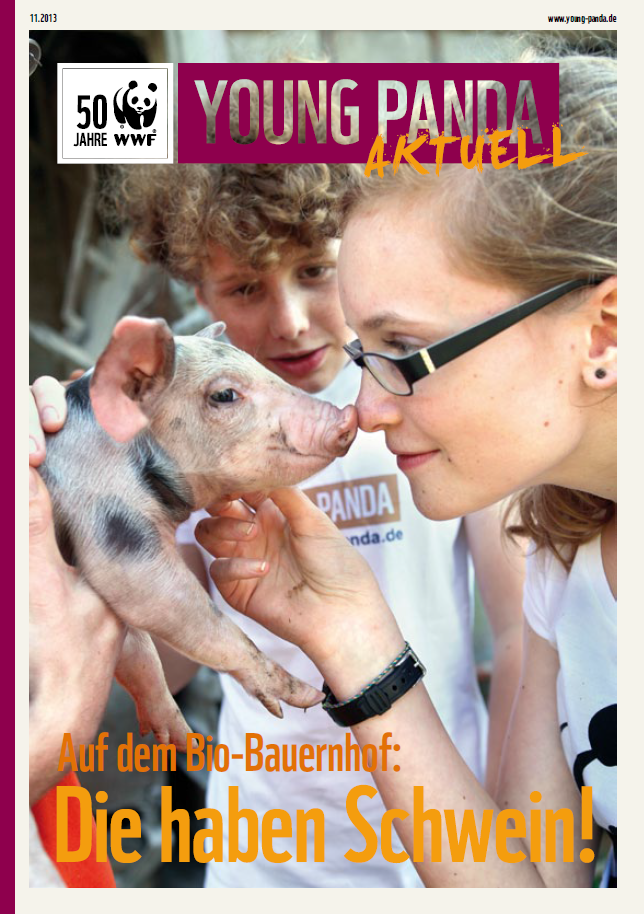
Young Panda Aktuell (11/2013)

Erwachsene können Kinder im Rahmen einer „Fördermitgliedschaft“ bei Young Panda anmelden. Mit einer monatlichen Spende unterstützen sie die Arbeit des WWF Deutschland. Alle Young Panda-Mitglieder erhalten zwölf Ausgaben des Mitgliedermagazins „Young Panda Aktuell“ im Jahr und haben die Möglichkeit, an Natur- und Erlebnis-Camps teilzunehmen. Young Panda-Mitglieder beim WWF Österreich erhalten vierteljährlich ein Pandamagazin sowie vier Young Panda-Newsletter im Jahr.
Unabhängig von der Fördermitgliedschaft vermittelt der WWF Deutschland auf der Young Panda-Website sowohl Informationen über das Programm und seine Aktivitäten, als auch Wissen zu Themen wie zum Beispiel dem tropischen Regenwald, dem Großen Panda, Tigern oder anderen bedrohten Tier- und Pflanzenarten an. Diese werden vom WWF Deutschland kindgerecht aufbereitet. Besucher können einen Avatar gestalten und eine virtuelle Reise durch die Natur unternehmen. Die Young Panda-Website des WWF Österreich beinhaltet auch eine Community, auf der Kinder zum Beispiel Fotos von Tieren tauschen können.